# Daisuke Kanzaki
Daisuke Kanzaki (japanisch 神崎 大輔 Kanzaki Daisuke; * 2. Februar 1985 in der Präfektur Ōita) ist ein japanischer Fußballspieler.

## Karriere
Kanzaki erlernte das Fußballspielen in der Universitätsmannschaft der Pädagogischen Hochschule Fukuoka. Seinen ersten Vertrag unterschrieb er 2007 bei Ventforet Kofu. Der Verein spielte in der höchsten Liga des Landes, der J1 League. Am Ende der Saison 2007 stieg der Verein in die J2 League ab. Für den Verein absolvierte er sieben Ligaspiele. 2009 wechselte er zum Drittligisten V-Varen Nagasaki. 2012 wurde er mit dem Verein Meister der Japan Football League und stieg in die J2 League auf. Für den Verein absolvierte er 168 Ligaspiele. 2017 wechselte er zum Drittligisten Giravanz Kitakyushu. Für den Verein absolvierte er 19 Ligaspiele. Ende 2017 beendete er seine Karriere als Fußballspieler.